# Port Elizabeth
Port Elizabeth (Xhosa: Ebhayi, familiar: „Golful” sau Afrikaans: Die Baai) este unul dintre cele mai mari orașe din Africa de Sud, situat în provincia Eastern Cape. Se află la 700 km est față de Cape Town. Orașul, prescurtat adesea PE sau poreclit „Orașul Prietenos” sau „Orașul vânturilor”, se întinde pe 16 km de-a lungul Golfului Algoa, fiind unul dintre cele mai importante orașe-port din Africa de Sud. El este de asemenea cunoscut ca fiind un oraș al sporturilor acvatice din Africa.
Port Elizabeth a fost fondat în 1820 ca oraș de coloniștii britanici ca o modalitate de întărire a regiunii de graniță dintre coloniile Capului și populația Xhosa. Acum formează o parte a „Nelson Mandela Bay Metropolitan Municipality”, având o populație de peste 1,3 milioane de locuitori.